# Кшиштоф Лонтка
Кшиштоф Лонтка (пол. Krzysztof Łątka; нар. 18 грудня 1978, Люблін, Польща) — польський громадський діяч та підприємець.
Кшиштоф — підприємець, консультант і громадський діяч, що підтримує розвиток бізнесу та соціальних ініціатив у Центрально-Східній Європі. Засновник бізнес-проєкту "Most Biznesu" та соціального проєкту "Zdorovo". Президент Фонду Розвитку Центрально-Східної Європи, організатор численних тренінгів, семінарів та міжнародних проєктів, спрямованих на розвиток підприємницьких компетенцій і євроінтеграцію. 

## Освіта і компетенції
Закінчив II загальноосвітній ліцей ім. Гетьмана Яна Замойського в Любліні, де був фіналістом загальнопольського етапу Олімпіади з економічних знань. Є випускником факультету управління та маркетингу Економічного факультету  Університету Марії Кюрі-Склодовської в Любліні. Закінчив аспірантуру за спеціальністю «Адміністрація та управління» для менеджерів у сфері державного управління на факультеті Права та Адміністрації цього ж університету.
Має сертифікат менеджера управління проектами PRINCE2 та MSP. Є акредитованим тренером та екзаменатором Системи VCC з управління грантовими проектами. 
Брав участь у VIII виданні Школи для молодих соціальних та політичних лідерів проф. Збіґнєва Пельчинського, а згодом був членом тренерського складу IX та X видань.

## Професійна діяльність
У 1996–2005 роках працював журналістом, менеджером медіа- та маркетингових проектів. Був головним редактором Радіо Centrum 98,2 FM.
У 2007–2020 роках працював у міській раді Любліна. У 2007 році обійняв посаду керуючого справами (секретаря) міста. У 2011–2019 роках був директором Департаменту неінвестиційних проектів, відповідальним за залучення грантових коштів та управління міськими проектами. У 2012 році був співавтором концепції та координував програму Центру східноєвропейських компетенцій, в рамках якої відбулося вісім видань Конгресу ініціатив Східної Європи.
У 2003 році був співзасновником компанії ENZO. З 2012 року веде підприємницьку діяльність під брендом Most Biznesu, який підтримує підприємців зі Східної Європи.
У 2020 році був співзасновником стартапу Medimost а також проекту, що підтримує українців біженців Zdorovo, які об'єднують пацієнтів та лікарів зі Східної Європи з польськими медичними закладами. Є мажоритарним співвласником та членом правління цієї компанії.

## Соціальна діяльність
У 1997–2006 роках двічі обирався до Ради та правління Десятого району в Любліні.
Був членом Товариства Інституту Центральної та Східної Європи в Любліні. Брав активну участь в Асоціації Єврорегіону BUG, Союзі гмін Любліна та Асоціації працедавців Любельщини "Lewiatan".
Кілька разів безуспішно балотувався до міської ради Любліна та Сеймику Люблінського воєводства.
У 2019–2024 роках був членом правління Асоціації хору La Musica.
З 2020 року є головою правління Фонду Розвитку Центрально-Східної Європи та головою правління Учнівського районного спортивного клубу "Славін".
У 2022 році разом з командою експертів створив веб-сайт Granty.org.ua , який підтримує підготовку кадрів для ефективної європейської інтеграції України.

## Інше
В юності співав у хорі «Kantylena» та Академічному хорі Університету Марії Кюрі-Склодовської. Був гандбольним арбітром на районному та центральному рівнях.